# Kršanje
Kršanje (en serbe cyrillique : Кршање) est un village de Serbie situé sur le territoire de la Ville d'Užice, district de Zlatibor. Au recensement de 2011, il comptait 108 habitants.
Kršanje est situé sur les bords du Beli Rzav, un des bras du Rzav de Zlatibor (un affluent de la Drina).

## Démographie
| 1948 | 1953 | 1961 | 1971 | 1981 | 1991 | 2002 | 2011 |
| ---- | ---- | ---- | ---- | ---- | ---- | ---- | ---- |
| 727  | 744  | 700  | 552  | 419  | 255  | 167  | 108  |

|  |